# SSA Futebol Clube
O SSA Futebol Clube (também conhecido pela sigla SSA FC) é um clube de futebol brasileiro sediado na cidade de Salvador, no estado da Bahia.
Fundado em 2021, o SSA tem o projeto de captação em bairros de Salvador, com a proposta de lapidar os talentos desde a infância para torná-los ativos do clube no futuro. O time tem atletas no sub-14, sub-16, sub-17, sub-18 e sub-20.
Participou da 2ª divisão baiana pela primeira vez em 2024, onde não obteve a classificação para a próxima fase e terminou eliminado. O clube vai disputar o campeonato novamente em 2025, e vão em busca do acesso.